# Uniq
uniq — утиліта Unix, за допомогою якої у файлі можна вивести або відфільтрувати рядки, що повторюються. Якщо вхідний файл заданий як («-») або не заданий зовсім, читання проводиться із стандартного вводу. Якщо вихідний файл не заданий, запис проводиться в стандартний вивод. Друга і подальші копії сусідніх рядків, що повторюються, не записуються. Вхідні рядки, що повторюються, не розпізнаються, якщо вони не слідують строго один за одним, тому може потрібно попереднє сортування файлів.

## Використання
uniq [-c | -d | -u] [-i] [-f число_полів] [-s число_символів] [вхідний_файл [вихідний_файл]]
Опції програми мають наступні значення:
-u
Виводити тільки ті рядки, які не повторюються на вході.
-d
Виводити тільки ті рядки, які повторюються на вході.
-c
Перед кожним рядком виводити число повторень цього рядка на вході і один пропуск.
-i
Порівнювати рядки без урахування регістра.
-s число_символів
Ігнорувати при порівнянні перші число_символів символів кожного рядка вводу. Якщо ця опція вказана спільно з -f, то ігноруватимуться перші число_полів полів, а потім ще число_символів символів. Символи також нумеруються починаючи з одиниці.
-f число_полів
Ігнорувати при порівнянні перші число_полів полів кожного рядка вводу. Полем є рядок непробільних символів, відокремлений від сусідніх полів пробільними символами. Поля нумеруються починаючи з одиниці.